# آژیر (روزنامه)
آژیر، یک روزنامه فارسی رادیکال چپ بود که از خرداد ۱۳۲۲ تا خرداد ۱۳۲۴ در تهران منتشر می‌شد. صاحب امتیاز روزنامه، سید جعفر پیشه وری، کمونیست و انقلابی کهنه کار بود. او سردبیر و نویسنده برخی مقالات آژیر، هم به نام خود و هم به نام مستعار رشتی بود.
در دوره‌های پیشتر، پیشه وری از نام سید جعفر جوادزاده استفاده می‌کرد و در فرقه عدالت مستقر در باکو، به عنوان سردبیر روزنامه دوزبانه آذری فارسی حریت و یکی از مؤسسین حزب کمونیست ایران در سال ۱۳۲۰ فعال بود. او کمیسر امور داخلی در جمهوری شورایی گیلان و سردبیر روزنامه کامونیست، بود که در ۱۹۲۰ در رشت منتشر می‌شد و گرداننده اصلی روزنامه حقیقت بود که در ۱۹۲۱-۲۲ در تهران منتشر می‌شد.
آژیر، کوتاه مدتی پس از نقل مکان پیشه وری به تبریز تعطیل شد، زمانی که گروهی که خود را فرقه دمکرات آذربایجان می‌خواند در تابستان ۱۳۲۴ یک حکومت خودمختار حامی شوروی به رهبری او تشکیل داد.